# Cañete (provincie)
Cañete is een provincie in de regio Lima in Peru. De provincie heeft een oppervlakte van 4.575 km² en heeft 233.151 inwoners (2015). De hoofdplaats van de provincie is het district San Vicente de Cañete; vier van de zestien districten vormen de steden (ciudades)  San Vicente de Cañete en Mala.
De provincie grenst in het noorden aan de provincie Lima, in het oosten aan de provincies Huarochirí en Yauyos, in het zuiden aan de provincie Ica en in het westen aan de Grote Oceaan.

## Bestuurlijke indeling
De provincie Cañete is onderverdeeld in zestien districten, UBIGEO tussen haakjes:
- (150502) Asia
- (150503) Calango
- (150504) Cerro Azul
- (150505) Chilca
- (150506) Coayllo
- (150507) Imperial, deel van de stad (ciudad) San Vicente de Cañete
- (150508) Lunahuaná
- (150509) Mala, deel van de stad (ciudad) Mala
- (150510) Nuevo Imperial, deel van de stad (ciudad) Mala
- (150511) Pacarán
- (150512) Quilmaná
- (150513) San Antonio
- (150514) San Luis
- (150501) San Vicente de Cañete, hoofdplaats van de provincie en deel van de stad (ciudad) San Vicente de Cañete
- (150515) Santa Cruz de Flores
- (150516) Zúñiga

Barranca · Cajatambo · Cañete · Canta · Huaral · Huarochirí · Huaura · Oyón · Yauyos